# Hippopleurifera philippinensis
Hippopleurifera philippinensis är en mossdjursart som beskrevs av Canu och Bassler 1929. Hippopleurifera philippinensis ingår i släktet Hippopleurifera och familjen Romancheinidae. Inga underarter finns listade i Catalogue of Life.